# آغچه‌کهل رجبانلو
آغچه‌کهل رجبانلو یکی از روستاهای استان آذربایجان شرقی است که در دهستان عباس غربی بخش تیکمه‌داش شهرستان بستان‌آباد واقع شده‌است.این روستا ۳۳۴ نفر جمعیت دارد.

## موقعیت جغرافیایی
اغچه کهل رجبانلو که اسم ان باتوجه به بنااولیه ان دریک وسعت اغچه تماما غار واغچه سهم رجب بعد زلزله سده ششصد میلادی توسط عشایر ودامداران منطقه باسمنج وقره داغ برمکان قبلی روستای شمس اباد که قصبه وسیعی درمنطقه بوده ساخته شد باتوجه به سردسیربودن منطقه وشغل دامداری یک اغچه ازاراۻی قصبه زلزله وطاعون زده شمس اباد به ایجاد زاغه جهت دامداران وعشایر انجا اختصاص یافته که این اغچه درمرکز اراضی قرارگرفته است که بعدها هم باتوجه به زیرزمینی بودن روستا وموقیعت سوق الجیشی ان توسط دراویش تحت امرفاخرسیفالدین به مقرر مبارزه با حکومت عباسیان تبدیل شد که قبر سه درویش ازهمراهان فاخر شاید هم مرقد خود درویش دردره بلاغ همین روستا بنام پیربلاغ موجود میباشد.